# Pascale Ehrenfreund

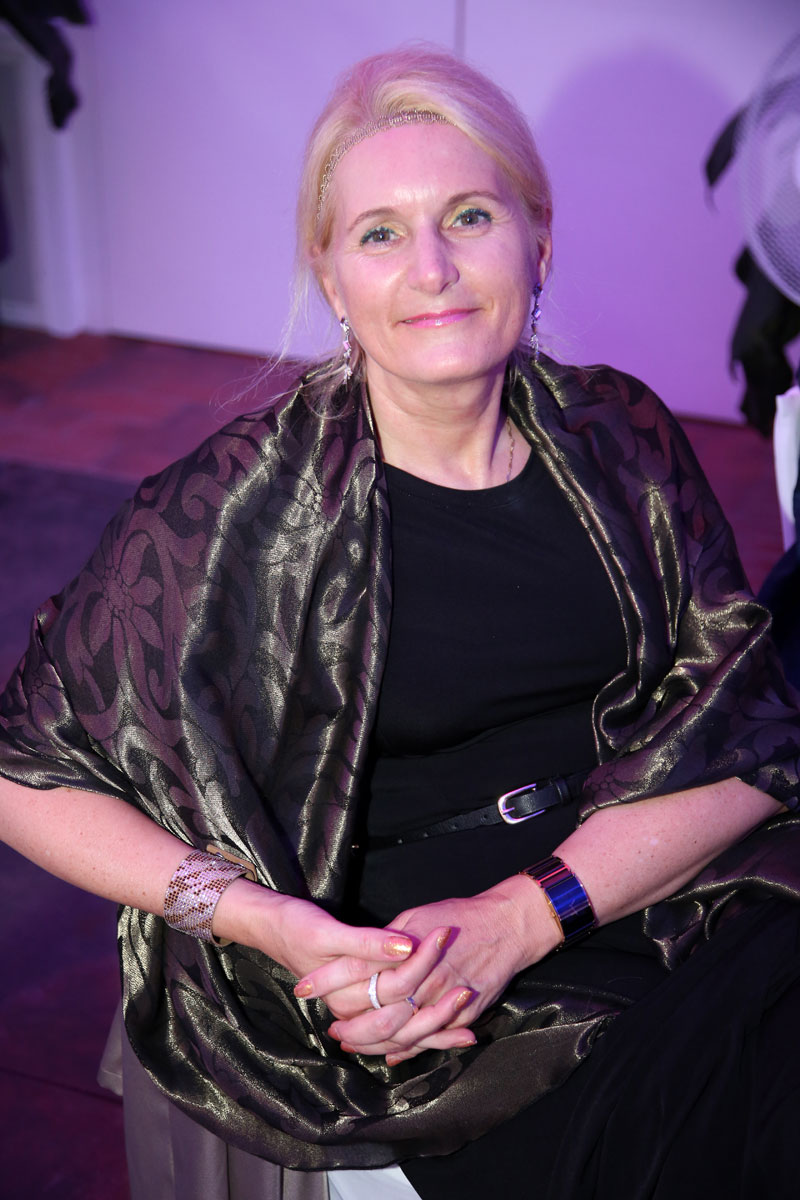
Pascale Ehrenfreund bei der Verleihung des Wittgenstein-Preises im Jahr 2014

Pascale Ehrenfreund (* 24. Juni 1960 in Wien) ist eine österreichische Astrobiologin. Von September 2013 bis 2015 war Ehrenfreund Präsidentin des österreichischen Fonds zur Förderung der wissenschaftlichen Forschung (FWF) und vom 15. August 2015 bis Ende September 2020 Vorstandsvorsitzende des Deutschen Zentrums für Luft- und Raumfahrt.

## Leben
Ehrenfreund studierte ab 1983 an der Universität Wien Astronomie und Biologie. Ihre Diplomarbeit am Institut für Molekularbiologie der Akademie der Wissenschaften in Salzburg schrieb sie 1987 zum Thema Reinigung und Charakterisierung einer Iminopeptidase aus Streptomyces plicatus. 1990 folgte die Promotion an der Universität Paris VII und der Universität Wien (Dissertation in Astrophysik zum Thema Visible and spectroscopic studies of polycyclic aromatic hydrocarbons and other carbon clusters.) Beide Abschlüsse erfolgten mit Auszeichnung.
Nach absolviertem Doktoratsstudium ging Ehrenfreund als Fellow der Europäischen Weltraumorganisation (ESA) an das Observatorium Leiden (Niederlande).
Von 1996 bis 1999 erhielt sie ein APART-Stipendium der Österreichischen Akademie der Wissenschaften, welches ihr die Erarbeitung ihrer Habilitationsschrift in Astrochemie an der Universität Wien zum Thema Kosmischer Staub (1999) ermöglichte.
Von 2001 bis 2005 war Ehrenfreund Professorin für Astrobiologie an der Universität Amsterdam sowie der Universität Leiden, wo sie seit 2006 Visiting Professor ist. 2005 wechselte sie als Distinguished Visiting Scientist an das zum California Institute of Technology gehörende Jet Propulsion Laboratory in Pasadena (Kalifornien) (USA). 2008 absolvierte Ehrenfreund ein Masterstudium in Management und Internationale Beziehungen. Seit 2008 ist sie Professorin für Space Policy and International Affairs am Space Policy Institute der George Washington University sowie Lead Investigator am NASA Astrobiology Institute.
Von September 2013 bis 2015 war Ehrenfreund Präsidentin des österreichischen Fonds zur Förderung der wissenschaftlichen Forschung (FWF). Mit 15. August 2015 wechselte sie als Nachfolgerin von Johann-Dietrich Wörner als Vorstandsvorsitzende zum Deutschen Zentrum für Luft- und Raumfahrt (DLR). Ihre Agenden beim FWF übernahm im August 2015 Christine Mannhalter.
Seit 2015 ist Ehrenfreund Vizepräsidentin der Helmholtz-Gemeinschaft Deutscher Forschungszentren sowie Mitglied des Kuratoriums der Universities Space Research Association (USRA), Region III. Sie ist seit 2010 Vorsitzende des Committee on Space Research (COSPAR), Mitglied im COSPAR-Panel on Exploration (PEX) sowie Mitglied des NRC-Committee on Astrobiology and Planetary Science (CAPS).
Im November 2017 wurde sie zur Wirtschaftsbotschafterin der Stadt Köln ernannt. Im Oktober 2018 wurde sie zur Präsidentin der International Astronautical Federation (IAF) gewählt.
Im März 2020 wurde Anke Kaysser-Pyzalla zu ihrer Nachfolgerin als Vorstandsvorsitzende des Deutschen Zentrums für Luft- und Raumfahrt ab Oktober 2020 gewählt.
Im Juli 2022 wurde Pascal Ehrenfreund für die Amtszeit 2022–2026 zur ersten Präsidentin des COSPAR gewählt.

## Leistungen
Zusammen mit ihrem Mann, dem ESA-Wissenschaftler Bernard Foing, entdeckte Ehrenfreund in interstellaren Gaswolken zwischen den Fixsternen Hinweise auf sogenannte Fußballmoleküle (Fullerene), die aus sechzig Kohlenstoffatomen bestehen.
Als Chefin des Deutschen Zentrums für Luft- und Raumfahrt setzte Pascale Ehrenfreund auf Synergien. Damit zielte sie auf mehr Durchlässigkeit der Grenzen zwischen den einzelnen Instituten, zwischen Grundlagenforschung und Produktentwicklung, Naturwissenschaftlern und Ingenieuren mit ihren oftmals ganz eigenen Kulturen und Sprachen.

## Auszeichnungen
- Am 11. November 2000 wurde der Asteroid (9826) Ehrenfreund nach Pascale Ehrenfreund benannt.
- 2001 wurde ihr der Pastoor-Schmeits-Preis für Astronomie verliehen.[17]
- 2011 erhielt sie den NASA Group Achievement Award für die O/OREOS-Mission.[17]
- 2017 wurde sie als Auslandsösterreicherin des Jahres ausgezeichnet.[18]
- 2019 wurde sie zum Ritter der Ehrenlegion ernannt.[19]
- 2020 wurde ihr die Jean Dominique Cassini Medal der European Geosciences Union verliehen.[20]
- 2022 COSPAR Harrie Massey Award[21]

## Mitgliedschaft in Gremien
- 2010 – Vorsitzende, Committee on Space Research COSPAR Panel on Exploration PEX[17]
- 2012 – Mitglied, NRC Committee on Astrobiology and Planetary Science CAPS
- 2014 – Mitglied, International Institute of Space Law IISL
- 2015 – Mitglied des Kuratoriums der Universities Space Research Association USRA, Region III
- 2015 – Vizepräsidentin, Helmholtz-Gemeinschaft Deutscher Forschungszentren (Luftfahrt, Raumfahrt, Verkehr)
- 2016 – Vizekanzlerin der International Space University (ISU)